# Aechmea iguana
Aechmea iguana är en gräsväxtart som beskrevs av Marx Carl Ludwig Ludewig Wittmack. Aechmea iguana ingår i släktet Aechmea och familjen Bromeliaceae. Inga underarter finns listade i Catalogue of Life.